# Philosophie du film
La philosophie du film est une branche de l'esthétique, au sein de la discipline de la philosophie, qui cherche à comprendre les questionnements de base d'un film.

## Histoire
La première personne à explorer des questions philosophiques concernant le film a été Hugo Münsterberg. À l'époque du film muet, il cherche à comprendre la distinction entre le film et le théâtre. Il conclut que l'utilisation de gros plans, de flash-backs, et des modifications caractérisaient le film.
Rudolf Arnheim, avec l'arrivée du son dans les films, a déclaré que l'époque du film muet était esthétiquement supérieur au « cinéma parlant. » Il a maintenu qu'avec l'ajout du son, la nature unique du film avait été retirée. Au lieu d'être une forme d'art unique qui aurait pu étudier soigneusement les corps en mouvement, le film est devenu une simple combinaison de deux autres formes d'art.
André Bazin, contrairement à Arnheim, a jugé que peu importe qu'un film ait du son ou non. Il pensait que le film, en raison de sa nature et de sa relation avec la photographie, avait un aspect réaliste. Il a fait valoir que le cinéma avait la capacité de capturer le monde réel. Le film Waking Life dispose également d'une discussion de la philosophie du film, où les théories de Bazin sont mis en évidence ; le caractère philosophique de chaque moment du film est la capture d'un aspect de Dieu.
Le philosophe américain Noël Carroll a fait valoir que la caractérisation de films par les philosophes est trop restrictive, et qu'ils ont confondu les aspects qui définissent les films avec ceux qui définissent le cinéma de façon plus générale.
Le point de vue de Bazin est accepté par les philosophes, malgré la critique de Carroll. La thèse de la transparence, qui dit que le cinéma est une bonne représentation de la réalité, a été acceptée par Kendall Walton (en).

## Livre
- Pierre-Alexandre Fradet, Philosopher à travers le cinéma québécois. Xavier Dolan, Denis Côté, Stéphane Lafleur et autres cinéastes, Paris, Éditions Hermann, 2018, 274 p.